# Bobbili
Bobbili é uma cidade localizada no distrito de Vizianagaram, no estado indiano de Andhra Pradesh. O seu código postal é 532558. É também um círculo eleitoral do parlamento indiano. TEve 972.012 votantes nas eleições gerais indianas de 2004.